# Карташевичи
Карташевичи — деревня в Руднянском районе Смоленской области России. Входит в состав Переволочского сельского поселения. Население — 210 жителей (2007 год). 
Расположена в западной части области в 14 км к северо-востоку от Рудни, в 4 км северо-западнее автодороги Р130 Демидов - Рудня, на берегу реки Рутавечь. В 16 км юго-западнее деревни расположена железнодорожная станция Рудня на линии Смоленск — Витебск. 

## История
В годы Великой Отечественной войны деревня была оккупирована гитлеровскими войсками в июле 1941 года, освобождена в октябре 1943 года.